# Liga de Fútbol Indoor
La Liga Mexicana de Fútbol Indoor, fue una liga de futbol indoor profesional, que contó con la participación de los 8 mejores Clubes del país. Fue organizada por la Federación Mexicana de Fútbol Asociación de 2010 a 2014. Los jugadores de esta liga fueron veteranos, ex-profesionales de la Primera División de México.

## Historia
El primer encuentro de Fútbol Indoor en México se llevó a cabo en octubre de 2010 con un doble partido entre la Selección mexicana y la Selección española, y en los que participaron jugadores de renombre como José Emilio Amavisca, Francisco Pérez, Donato Gama, Ricardo Peláez, Luis García, Luis Hernández, etc.
Un año después el Real Madrid y el FC Barcelona disputaron un triangular contra América, Toluca y Cruz Azul (los merengues) y Guadalajara, Atlas y Santos (los culés). Los eventos tuvieron mucho éxito y poco a poco se fue consolidando el deporte.
A partir del 20 de septiembre de 2012, se comenzó a disputar la Liga Mexicana de Fútbol Indoor, en la que participaron 8 de los mejores clubes del país azteca: América, Pachuca, Cruz Azul, Pumas, Toluca, Guadalajara, Tecos UAG y Atlas.

## Historial

### Liga
| Año  | Campeón | Resultado          | Subcampeón | Notas |
| ---- | ------- | ------------------ | ---------- | ----- |
| 2012 | América | 10 - 7             | Tecos UAG  | [ 1 ] |
| 2013 | Pumas   | 13 - 13 (3-2 pen.) | Tecos UAG  | [ 2 ] |
| 2014 | América | 12 - 11            | Cruz Azul  | [ 3 ] |

### Copa
| Año  | Campeón | Resultado | Subcampeón | Notas |
| ---- | ------- | --------- | ---------- | ----- |
| 2012 | América | 7 - 4     | León       |       |

## Palmarés
| Equipo  | Ligas | Copas | Total de títulos |
| ------- | ----- | ----- | ---------------- |
| América | 2     | 1     | 3                |
| Pumas   | 1     | 0     | 1                |

## Reglas del juego
1. Todos los equipos tienen que inscribir a diez jugadores como máximo y ocho como mínimo para la disputa del encuentro, siendo uno de ellos inscrito como:
2. El jugador llevará su nombre en la parte superior trasera de su camiseta.
3. El balón debe ser número 4.
4. El reloj del estadio es orientativo. El tiempo no se detiene en ningún momento.
5. El árbitro del partido descontará el tiempo que considere oportuno, advirtiendo visiblemente al segundo árbitro en el último minuto de cada tiempo.
6. Las sustituciones han de hacerse por el lugar correspondiente, es decir, entre la mesa de anotadores y el banquillo, saliendo primero el jugador sustituido y entrando posteriormente el jugador que ingresa en el terreno de juego.
7. El saque de banda ha de realizarse de frente al campo y con los pies situados perpendicularmente al muro y al lado de este. El balón ha de impulsarse por debajo de la cintura y con una sola mano.
8. El saque de esquina se efectuará con el pie desde el punto del córner.
9. No se puede demorar ni la falta, ni el córner ni el saque de centro, así como el saque de meta, más de cinco segundos. En caso de sobrepasar este tiempo, se señalará falta desde el mismo punto.
10. No tendrán validez los goles marcados con la mano por el portero, ya sea en el saque de puerta como en el desarrollo normal del encuentro.
11. El balón puede atravesar el medio del campo en el saque de meta realizado por el portero.
12. El portero no puede demorar el juego más de cinco segundos reteniendo el balón en su propia área cuando tiene la posesión del mismo.
13. No está permitido agarrarse al muro, de tal manera que ello suponga una ventaja frente al rival.
14. La barrera en las faltas y córneres estará situada a 5 metros.
15. Todas las faltas son directas.